# Gare de Virelles
La gare de Virelles est un ancien point d'arrêt de la ligne 126, de Hastière à Anor, située sur la commune de Chimay, dans la Province de Namur en Région wallonne, en Belgique. Elle se trouve non loin du viaduc de Virelles, sur l'Eau Blanche.

## Situation ferroviaire
La gare de Virelles était située au point kilométrique (PK) 41,1 de la ligne 156, de Hermeton-sur-Meuse (Hastière) à Anor (France), via Mariembourg et Chimay entre les gares de Lompret et de Chimay.

## Histoire
La ligne de Mariembourg à Chimay, construite par la Société anonyme du chemin de fer de Mariembourg à Chimay, est inaugurée le 15 octobre 1858 et prolongée vers Momignies le 8 novembre 1859. Il n'y a alors pas d'arrêt entre Lompret et Chimay.
En 1904, la Compagnie de Chimay décide de créer un modeste point d'arrêt à la hauteur du passage à niveau le plus proche de Virelles. L'arrêt ferme durant la Première Guerre mais rouvre par la suite. Repris par la SNCB en 1948, il ferme au plus tard en 1964 avec l'arrêt des trains de voyageurs entre Mariembourg et Chimay. De 1987 à 1999, les trains de l'association CFV3V constitueront la dernière desserte avant l'abandon de la voie, qui est finalement retirée en 2011.

## Patrimoine ferroviaire
L'abri en béton, typique des premiers abris de quai de la SNCB, a été restauré et repeint lorsqu'un chemin du réseau RAVeL a été aménagé.